# Відкритий чемпіонат США з тенісу 1988
Відкритий чемпіонат США з тенісу 1988 проходив з 29 серпня по 11 вересня 1988 року на відкритих кортах Тенісного центру імені Біллі Джин Кінг у парку Флашинг-Медоуз у районі Нью-Йорка Квінз. Це був четвертий, останній турнір Великого шолома календарного року. 

## Огляд подій та досягнень
Іван Лендл був переможцем трьох попередніх чемпіонатів США в чоловічому одиночному розряді. Але в цьому турнірі він програв Матсу Віландеру в фіналі, що тривав рекордні на той час 4 години 54 хвилини. Віландер виграв свій 7-ий (останній) турнір Великого шолома і перший для себе чемпіонат США. Він також став одночасним володарем трьох титулів Великого шолома, вперше після Джиммі Коннорса в 1974 році.
У жінок титул захищала Мартіна Навратілова. Зробити цього їй не вдалося. Вона програла в чвертьфіналі. А переможницею стала Штеффі Граф, завершивши календарний великий шолом (уперше після Маргарет Корт, 1970). Граф виграла в 1988 році також тенісний турнір Сеульської олімпіади, а тому цей календарний великий шолом охрестили «золотим». Для Граф це були 5-ий виграний мейджор та перша перемога в США.
Свій найперший титул переможниці турнірів Великого шолома здобула в парному жіночому розряді Джиджі Фернандес.

## Результати фінальних матчів

### Дорослі
| Одиночний розряд. Чоловіки  |                                 |                         |
| Матс Віландер               | Іван Лендл                      | 6–4, 4–6, 6–3, 5–7, 6–4 |
|                             |                                 |                         |
| Одиночний розряд. Жінки     |                                 |                         |
| Штеффі Граф                 | Габріела Сабатіні               | 6–3, 3–6, 6–1           |
|                             |                                 |                         |
| Парний розряд. Чоловіки     |                                 |                         |
| Серхіо Касаль Еміліо Санчес | Рік Ліч Джим П'ю                | без гри                 |
|                             |                                 |                         |
| Парний розряд. Жінки        |                                 |                         |
| Джиджі Фернандес Робін Вайт | Петті Фендік Джилл Гетерінгтон  | 6–4, 6–1                |
|                             |                                 |                         |
| Мікст                       |                                 |                         |
| Яна Новотна Джим П'ю        | Елізабет Смайлі Патрік Макінрой | 7–5, 6–3                |
|                             |                                 |                         |

### Юніори
| Одиночний розряд. Хлопці    |                                      |          |
| Ніколас Перейра             | Ніклас Култі                         | 6–1, 6–2 |
|                             |                                      |          |
| Одиночний розряд. Дівчата   |                                      |          |
| Керрі Каннінгем             | Рейчел Маккіллан                     | 7–5, 6–3 |
|                             |                                      |          |
| Парний розряд. Хлопці       |                                      |          |
| Джонатан Старк Джон Янсі    | Массімо Боскатто Стефано Пескосолідо | 7–6, 7–5 |
|                             |                                      |          |
| Парний розряд. Дівчата      |                                      |          |
| Мередіт Макграт Кімберлі По | Каті Кавердзаріо Лаура Лапі          | 6–3, 6–1 |
|                             |                                      |          |